# Gibbula
Gibbula je rod malých mořského plžů z čeledi kotoučovití (Trochidae). Žijí ve všech mořích, výjimkou je pouze Mexický záliv.

## Druhy
- Gibbula albida
- Gibbula ardens
- Gibbula aurantia
- Gibbula beckeri
- Gibbula benzi
- Gibbula canaliculata
- Gibbula candei
- Gibbula capensis
- Gibbula cinereria
- Gibbula clandestina
- Gibbula corallinoides
- Gibbula drepanensis
- Gibbula eikoae
- Gibbula fulgens
- Gibbula gorgonarum
- Gibbula houarti
- Gibbula insessa
- Gibbula joubini
- Gibbula leucophaea
- Gibbula magus
- Gibbula philberti
- Gibbula richardi
- Gibbula sari
- Gibbula sementis
- Gibbula spratti
- Gibbula stoliczkana
- Gibbula tingitana
- Gibbula tumida
- Gibbula umbilicalis, žije na západním pobřeží Anglie a Irska.
- Gibbula vanwalleghemi
- Gibbula vimontiae
- Gibbula zonata